# 緊急使用許可
緊急使用許可（きんきゅうしようきょか、英語: Emergency Use Authorization, EUA）とは、アメリカ合衆国連邦政府の制度で、連邦食品医薬品化粧品法の各条項に基づき、食品医薬品局（FDA）に付与された権限であり、「2013年のパンデミックおよびオールハザード準備法（Pandemic and All-Hazards Preparedness Reauthorization Act of 2013, PAHPRA）」を含むさまざまなアメリカ合衆国議会制定法（Act of Congress）によって、追加および修正されている。法定の意味での薬の承認（approval）を構成するのではなく、代わりに、いくつかの機関のいずれかから宣言された非常事態の状態、または、国土安全保障長官による「重大な脅威」の間に、未承認の製品の入手可能性、または承認された製品の未承認の使用を容易にするため、FDAを許可する。

## 使用
パンデミック・インフルエンザなどの重篤な疾患や新興感染症などに対する当初の認可に続いて、EUAは、主に化学、生物学、放射線、核（CBRN）などの脅威（CBRNE）を含む、バイオテロなどの公衆衛生上の緊急事態に対応する医療対策（MCM）の承認も認可された。その後の立法当局は、検討の対象となる薬物のクラスの範囲、および薬物または治療法の対象となる試験の範囲を拡大してきた。 EUAの範囲と適用可能性は、大統領命令（連邦規則集のタイトル3）の影響も受けており、これは、公衆衛生上の緊急事態と見なされる状況の定義に影響を与え、その下でFDAがEUAを発行する権限を行使できる可能性がある。
EUAの対象となる医薬品の検討には、その医薬品が「化学物質、生物学的、放射線学的、核物質によって引き起こされる可能性のある重篤または生命を脅かす疾患や状態を予防、診断、治療するために有効である可能性がある」、またはそのような薬剤によって引き起こされる疾患や状態を診断、治療、予防するために使用される...FDA規制製品によって引き起こされる疾患や状態を緩和するために有効であると「信じるのが妥当である」との知見が必要となる。
EUAの「有効性があるかもしれない」基準は、FDAが製品の承認に使用する「有効性」基準よりも低いレベルの証拠を規定しており、「利用可能な科学的証拠の総体」に基づくリスク・ベネフィット分析を用いて、製品が指定された用途に有効であると「信じるのが妥当である」としている。
EUAは、緊急事態の原因となった緊急事態が終了したと保健福祉省長官（Secretary of Heath and Human Services ）が判断した時点で（必要に応じて適切な緊急事態の発行者と協議の上）、または製品または未承認の使用が通常のルートで承認された時点で終了する 。

## EUAの法的権限の歴史
米国では、EUAは、1938年の連邦食品医薬品化粧品法（FDCA）のセクション564（公法75-717）に基づき、2004年のプロジェクトバイオシールド法（Project BioShield Act of 2004）（S. 15、公法108-276）、2013年のPandemic and All-Hazards Preparedness Reauthorization Act of 2013（H.R. 307、公法113-5）、2016年の21st Century Cures Act of 2016（H.R. 34、公法114-255）、および2017年の公法115-92（略称は無い）による、CBRNの脅威に対する医療対策の開発および調達のための資金提供が、認められている。

## 適用性と動物の有効性のルール
EUAは、医薬品、装置、生物学的製剤に適用することができる。 EUAは、未承認の医薬品、装置、または生物学的製剤の緊急使用を許可するか、承認された医薬品、装置、または生物学的製剤の未承認の使用を許可する場合がある。さらに、医薬品、装置、または生物学的製剤は、リスク、実現可能性、または倫理的考慮事項により、ヒトの有効性試験を受けている場合と受けていない場合がある。動物の有効性規則（animal efficacy rule ）に基づいて試験または承認されただけの医薬品、装置または生物学的製剤は、ゆるく「動物性製剤」として知られている。特定の条件下で、EUAは、動物の有効性規則に基づいて承認された薬物、装置、または生物学的製剤の、ヒトへの緊急使用を承認することができる。 EUAは、保健福祉省（HHS）長官の宣言によって定義されているように、公衆衛生上の緊急事態の期間中にのみ実施することもできる。このような宣言の適用可能性を決定する条件は、連邦法によって指定される場合がある。連邦規則コード（Code of Federal Regulations）または大統領の執行命令（Code of Federal RegulationsのTitle 3）。

## EUAの例
米国疾病予防管理センター（CDC）からの要請に応えて、2009年4月27日、FDAは緊急使用許可を発行し、特定の状況下で2009年の新型インフルエンザの世界的流行を特定して対応するための、診断および治療ツールを利用できるようにした。当局は、特定の強力な抗ウイルス薬の使用、およびリアルタイムPCR新型インフルエンザ検査のために、これらのEUAを発行した。
2020年2月4日、HHSの長官は、 COVID-19の診断に関与する特定の医療機器に対するFDAによる緊急使用許可（EUA）の展開の正当性として、COVID-19の原因となるSARS-CoV-2ウイルスが関与する公衆衛生上の緊急事態を宣言した。2020年2月、FDAはCOVID-19のCDCテストキットを試験するCOVID-19用のEUAを発行した 。2020年5月には、FDAはCOVID-19についてもレムデシビルのEUAを発行した。
2020年12月、他のいくつかの国と同様に、COVID-19ワクチンについてもFDAへのEUA申請が評価されていた。